# Castello di Tattershall

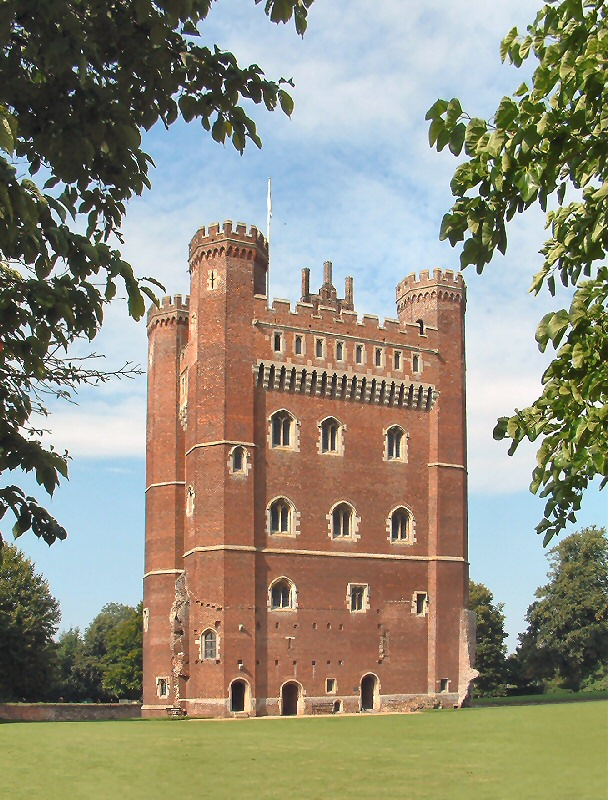
La Great Tower del Castello di Tattershall con i tre ingressi separati

Il castello di Tattershall è un castello ubicato a Tattershall, Lincolnshire, Inghilterra. Dal 1925 è sotto la tutela del National Trust.

## Storia
Il castello di Tattershall ha le sue origini in un castello in pietra o in un maniero fortificato costruito da Robert de Tattershall nel 1231. Questo fu in gran parte ricostruito in mattoni e notevolmente ampliato da Ralph Cromwell, III barone Cromwell, tesoriere d'Inghilterra, tra il 1430 e il 1450.
I castelli in mattoni sono meno comuni in Inghilterra rispetto alle costruzioni in pietra o terra e legno; quando il mattone veniva scelto come materiale da costruzione, spesso era per il suo fascino estetico o perché era di moda. La tendenza all'uso dei mattoni è stata introdotta dai tessitori fiamminghi. C'era molta pietra disponibile nei dintorni, ma Cromwell scelse di usare i mattoni. Circa 700.000 mattoni furono usati per costruire il castello, che è stato descritto come "il miglior esempio di costruzione medievale in mattoni in Inghilterra".
Del castello di Lord Cromwell rimangono la Great Tower alta 40 metri e il fossato. Si ritiene che un tempo le tre sale di rappresentanza del castello fossero splendidamente allestite e riscaldate da immensi camini gotici con comignoli decorati e arazzi. Il castello è descritto come una delle prime residenze di campagna mascherate da fortezza. Cromwell morì nel 1456 e il castello fu inizialmente ereditato da sua nipote, Joan Bouchier, ma venne confiscato dalla Corona dopo la morte del di lei marito e rimase di proprietà reale dal regno di Edoardo IV al regno di Enrico VIII. Il castello di Tattershall fu recuperato nel 1560 da Sir Henry Sidney, che lo vendette a Lord Clinton, in seguito conte di Lincoln, e rimase ai conti di Lincoln fino al 1693, Passò quindi ai Fortesques, ma poi cadde in abbandono.
Fu messo in vendita nel 1910. Il suo tesoro più grande, gli enormi camini medievali, era ancora intatto. Quando un americano li comprò, furono smontati e imballati per la spedizione. Lord Curzon di Kedleston intervenne all'ultimo momento per acquistare il castello con la determinazione di riavere i caminetti. Dopo una caccia a livello nazionale, furono ritrovati a Londra e restituiti. Lord Curzon intraprese i restauri del castello tra il 1911 e il 1914. Fu donato al National Trust alla sua morte, nel 1925, e rimane oggi uno dei tre più importanti castelli in mattoni quattrocenteschi nel Regno Unito.
L'esperienza di Tattershall portò Lord Curzon a spingere per una legge sulla protezione del patrimonio in Gran Bretagna; questo provvedimento fu emanato come Legge sul consolidamento e l'emendamento dei monumenti antichi nel 1913.

## Progetto
La pianta del castello è grosso modo rettangolare; è delimitato da un fossato interno circondato da un fossato esterno. Il recinto interno, o Ward, era quello del castello originale del XIII secolo e l'ingresso originale era sul lato nord verso l'estremità ovest.
Il cortile esterno, compreso tra il fossato esterno e quello interno, ospitava le stalle. Il cortile intermedio, a cui originariamente si accedeva tramite un ponte dal quartiere esterno, ospitava un corpo di guardia. Oggi l'accesso al castello avviene tramite questo cortile intermedio. Il fossato Interno racchiude il cortile Interno, dove erano situate la Great Tower e le cucine (ora demolite).

### La Great Tower

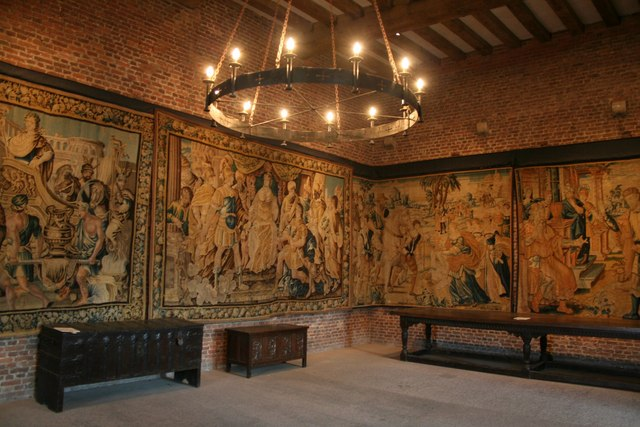
Interno del castello di Tattershall

La torre è alta circa 20 metri. Ci sono ingressi separati al seminterrato, al piano terra (salone) e alla scala a chiocciola che porta ai piani superiori della torre. Ciò suggerisce che il seminterrato e il piano terra fossero destinati ad alloggi comuni, mentre le tre grandi stanze superiori fossero una suite privata indipendente. Il progetto era estremamente semplice, con quattro piani, leggermente più ampi a ogni livello mediante riduzione dello spessore delle pareti. I camini indicano che le stanze non erano destinate ad essere suddivise, ma erano mantenute come un'unica grande stanza a ogni livello. Una delle quattro torrette angolari contiene la scala, ma le altre tre fornivano stanze di alloggio aggiuntive ad ogni livello.
Il seminterrato veniva utilizzato per conservare spezie e altri oggetti da cucina. Si ritiene che durante la guerra civile inglese fu utilizzato come prigione.
Il piano terra era il salone ed era qui che gli inquilini locali venivano a pagare l'affitto. Oggi il salone è autorizzato a celebrare matrimoni civili per un massimo di 90 invitati.
Il primo piano della suite privata era la sala, che sarebbe stata utilizzata per intrattenere gli ospiti.
Il secondo piano era la sala delle udienze, e qui sarebbero stati ammessi solo gli ospiti più importanti. Un corridoio con volta in mattoni conduceva a una piccola sala d'attesa, prima della grande Sala delle udienze, che oggi ospita gli arazzi fiamminghi acquistati da Lord Curzon.
Il terzo piano sarebbe stato la Camera Privata, dove il Signore si sarebbe ritirato per la notte.
Sopra questi ci sono la galleria del tetto e le merlature, che offrono una bella vista sul paesaggio del Lincolnshire, fino a Boston a sud e Lincoln a nord. Non è oggi possibile accedere alle torrette.
Le fondamenta in mattoni a sud della grande torre, sporgenti nel fossato, segnano il sito delle cucine quattrocentesche.
Oggi, il vecchio corpo di guardia (circa 100 metri a nord-est della torre) ospita il negozio di articoli da regalo, e i giardini ospitano numerosi pavoni.